# Urbain Dortet de Tessan
Pour les articles homonymes, voir Dortet de Tessan.
Louis Urbain Dortet de Tessan, né le 25 août 1804 au Vigan dans le Gard et mort le 30 septembre 1879 à Paris est un ingénieur et un hydrographe français. 

## Biographie
Issu d'une ancienne famille languedocienne et dernier d'une fratrie de 7 enfants, il sort de l'École polytechnique en 1825. 
De 1825 à 1830, Beautemps-Beaupré se l'attacha pour l'aider à faire le relevé des côtes de France. De 1831 à 1834, avec le capitaine Auguste Bérard (1796-1852), il releva les côtes d'Algérie sur le brick Le Loiret. 
De 1836 à 1839, il effectua le tour du monde sur la frégate la Vénus  commandée par Abel Aubert Dupetit-Thouars. 
Il publia 5 des volumes (Physique) de la relation de ce voyage, et en prépara les cartes (Du Petit-Thouars A. Voyage autour du monde sur la frégate la Vénus. Paris : Gide, 1844). Il fut officier de la Légion d'honneur en 1843. Correspondant de l'Académie des sciences depuis 1858, il fut nommé membre de cette Académie - section de géographie - le 15 avril 1861.
Il exposa le principe du sonar dès 1836 : « J’ai proposé, en 1836, dans des notes placées à la suite des Instructions nautiques sur les côtes de l’Algérie, de M. A. Bérard, un moyen de mesurer les grandes profondeurs de la mer, basé sur l’emploi de bombes qui feraient explosion en touchant le fond. (Le bruit de l’explosion ferait connaître l’instant de l’arrivée, et la durée de la chute ferait connaître la profondeur, puisque la vitesse de la chute est constante.) Quelques personnes ont douté que le bruit de l’explosion d’une bombe arrivée au fond de la mer (4 lieues) pût être entendue de la surface. L’observation précédente [relatée dans le paragraphe précédent] me semble lever tous les doutes à cet égard; car on sait que l’eau, étant beaucoup plus dense et plus homogène que l’air doit transmettre le son beaucoup mieux que lui.  Au reste, l’observation directe, faite par M. Colladon sur le lac de Genève, est plus probante encore; car M. Colladon ayant fait frapper une cloche sous l’eau, le son de cette cloche fut entendu, dans une première expérience, à la distance de quatre lieues à travers l’eau, et dans une seconde expérience, il fut entendu à la distance énorme de neuf lieues, toujours  à travers l’eau. Il me semble, d’après cela, qu’on ne peut plus élever de doutes raisonnables sur la possibilité d’entendre, de la surface, le bruit de l’explosion d’une bombe suffisamment chargée, qui éclaterait au fond de la mer » (Physique, tome IV, 1844, p. 226)

## À propos du Courant de Tessan (Kouro Sivo)
« Mais ce n'est pas sur ces deux points seulement que le peuplement du Nouveau-Monde a dû s'effectuer. On connaît aujourd'hui, bien mieux qu'il y a quelques années, la marche et la complication des mouvements de l'atmosphère et des mers. Là où nos prédécesseurs n'avaient vu que le grand courant équatorial, allant uniformément de l'est à l'ouest, nous savons qu'il existe des contre-courants dirigés en sens contraire ; nos marins ont découvert de nouveaux fleuves coulant au sein des mers, et en particulier ils ont retrouvé dans l'Océan Pacifique un second Gulf Stream qui, passant au sud du Japon se dirige vers l'Amérique, comme le premier va de Terre-Neuve aux côtes de l'ancien Monde. - Le courant de Tessan  a conduit sur les côtes de la Californie des jonques abandonnées, comme le Gulf Stream avait jeté sur la plage des Açores ces fruits, ces poutres travaillées, ces canots chavirés qui, dit-on, portèrent dans le cœur de Colomb la conviction qu'il existait un autre monde  ».

## Liste partielle des publications
- Discours de M. de Tessan,... prononcé aux funérailles de M. Bravais, au nom de la section de géographie et de navigation, le mercredi 1er avril 1863, Institut impérial de France
- Notice sur les travaux scientifiques de M. de Tessan, ingénieur hydrographe...
- Discours de M. Tessan,... prononcé aux funérailles de M. Duperrey, au nom de l'Académie des sciences, le dimanche 27 août 1865; Institut impérial de France. Académie des sciences
- Rapport verbal sur un ouvrage imprimé de M. Cialdi, intitulé Sul moto ondoso del mare e su le correnti di esso, specialmente su quelle littorali, M. de Tessan, rapporteur, Institut impérial de France. Académie des sciences. - Note de M. Cialdi relative à un passage du Rapport verbal fait sur un de ses ouvrages dans la séance du 11 juin 1866 (présentée par M. de Tessan)
- Notes diverses relatives à l'hydrographie et à la physique du globe,... extraites des deux premières éditions de la Description nautique des côtes de l'Algérie, par M. [Auguste] Bérard,... 3e édition
- Opinion de M. de Tessan,... [relative au projet de modification de la section de géographie et de navigation de l'Académie des sciences (8 mai 1863).]
- Opinion de M. de Tessan [relative au projet de porter à six le nombre des membres de la section de géographie et de navigation de l'Académie des sciences (séance du 1er juin 1863)]. - Opinion de M. de Tessan [en réponse aux objections qui lui ont été faites au sujet de la communication précédente (séance du 8 juin 1863)]
- Sur le projet de création d'une demi-section des sciences, ou arts militaires [20 mai 1863.]
- Voyage autour du monde sur la frégate La Vénus pendant les années 1836-1839 : ouvrage en 10 tomes de texte dont 5 par Tessan sur la physique, et 4 volumes d'atlas dont l'atlas hydrographique par Tessan :
  - [1842] Voyage  sur la frégate La Vénus, t. 6 : « Physique » t. 1 : « Observations météorologiques faites à la mer », 1re partie, 464 p. (lire en ligne).
  - [1842] Voyage  sur la frégate La Vénus, t. 7 : « Physique » t. 2 :« Observations météorologiques faites à la mer », 2e partie, 456 p. (lire en ligne).
  - [1843] Voyage  sur la frégate La Vénus, t. 8 : « Physique » t. 3 : « Observations magnétiques », 334 p. (lire en ligne).
  - [1844] Voyage  sur la frégate La Vénus, t. 9 : « Physique » t. 4 : « Observations diverses et résumés », 454 p. (lire en ligne).
  - [1844] Voyage  sur la frégate La Vénus, t. 10 : « Physique » t. 5 : « Observations détachées et considérations générales », 472 p. (lire en ligne).
  - [1845] Voyage  sur la frégate La Vénus, « Atlas hydrographique », 15 planches (lire en ligne [sur mediatheques.quimper-bretagne-occidentale.bzh]).